# Richtfunksammler

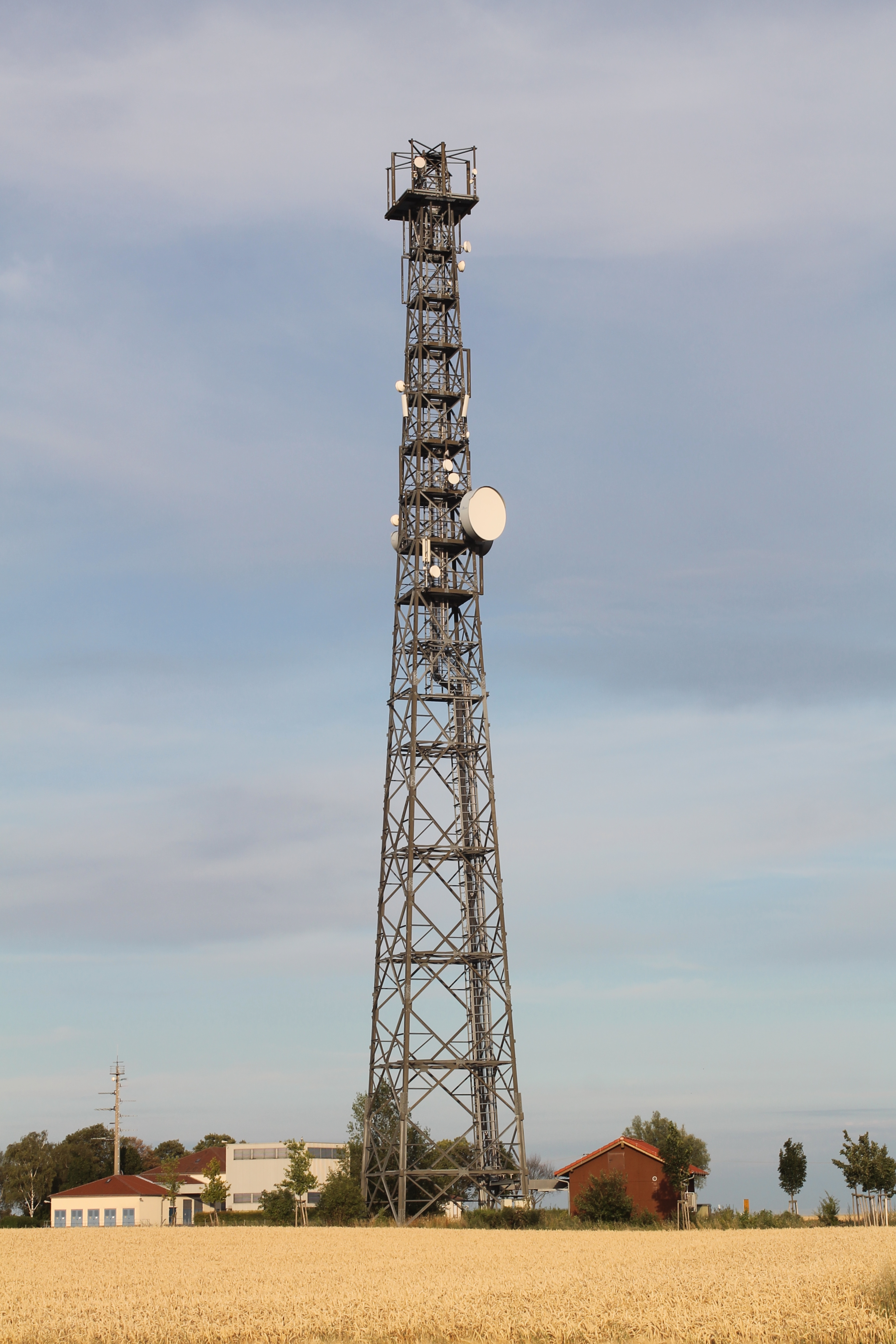
Richtfunksammler Wolfsheim

Ein Richtfunksammler ist ein Funkturm, an dem mehrere Richtfunkstrecken zusammengeführt werden. Mobilfunkstandorte werden mitunter, insbesondere wenn sie außerhalb geschlossener Ortschaften liegen, oft nur mit einer Richtfunkverbindung angebunden, weil dies billiger ist als die Verlegung eines Fernsprechkabels. Derartige Richtfunkstrecken führen zu einem Richtfunksammler, in dem die Verknüpfung mit dem Festnetz erfolgt.
Am Standort des Richtfunksammlers können, müssen aber nicht, Mobilfunkantennen vorhanden sein. Richtfunksammler der Deutschen Telekom befinden sich im Regelfall auf den Fernmeldetürmen, andere Anbieter haben hierfür Türme aus Fertigbeton oder in Stahlfachwerkbauweise errichtet. In Bayern befindet sich seit 2002 außerdem ein Richtfunksammler aus Holz, der mit 66 Metern Höhe gleichzeitig Deutschlands größter Holzturm ist.